# The Sacrilegious Scorn
The Sacrilegious Scorn è un singolo della band norvegese symphonic black metal Dimmu Borgir, secondo estratto dall'album del 2007 In Sorte Diaboli .

## Video musicale
Il video musicale di The Sacrilegious Scorn è stato diretto da Joachim Luetke, che ne spiegò il concetto e il simbolismo come segue: 
 The Sacrilegious Scorn è principalmente una parafrasi sui simboli e sui motivi fondamentali del cristianesimo.

 Esempi simili sono i soldati romani che giocano d'azzardo sull'abito di Cristo, la beffa di San Michele Arcangelo, spingendo Satana fuori dal cielo calpestandolo e puntandogli la spada. Ora vediamo la situazione riblatarsi, con l'Anticristo che lo sta facendo a San Michele.
Assistiamo anche all'adorazione dell'Anticristo nel Tempio di Baphomet, vedendolo mentre prestava giuramento come nuovo sovrano mentre celebrava una beffa dell'Ultima Cena . La storia culmina con l'Anticristo che si presenta davanti ai suoi seguaci. Viene quindi istituito l'Impero delle Tenebre.
L'aspetto generale del video è un tributo allo stile leggendario e unico di Roger Corman, in particolare al suo adattamento cinematocrafico de La Maschera della Morte Rossa, con l'indimenticabile Vincent Price.

## Formazione
- Shagrath - voce
- Erkekjetter Silenoz - chitarra
- Mustis - sintetizzatore
- ICS Vortex - basso
- Galder - chitarra
- Hellhammer - batteria